# Oddworld: Stranger's Wrath
Oddworld: Stranger's Wrath is een action/adventure computerspel uit 2005 ontwikkeld door Oddworld Inhabitants en uitgegeven door Electronic Arts voor Windows en de Xbox. Het spel maakt deel uit van de Oddworld serie.

## Het verhaal
De held van het spel is een premiejager, die alleen bekendstaat als The Stranger. Het spel begint in een dorp bij een dokter waar Stranger een operatie wil ondergaan, maar de kosten zijn 20.000 moolah (geldeenheid in de Oddworld serie). Dit heeft hij niet en daarom gaat hij jagen op bandieten waar hij een beloning voor krijgt. Later komt er een bericht dat een zekere Sekto een beloning uitlooft van 20.000 moolah aan degene die een bepaald persoon ombrengt.

## HD Remaster
Een opgewaardeerde overzetting van Stranger's Wrath, ontwikkeld door Just Add Water, werd in eerste instantie aangekondigd voor pc en PlayStation 3.
De game werd uitgebracht in december 2011 op het PlayStation Network, en bevat verbeterde graphics, dialoog en bonusmateriaal.
De pc-versie bleek een directe poort van de originele Xbox-game te zijn zonder verbeteringen. Een patch met alle verbeteringen kwam pas beschikbaar in september 2012.
Een PlayStation Vita-versie verscheen in december 2012 en een versie voor iOS en Android, zonder het toevoegsel HD, verscheen in 2014. In 2015 werd ook nog een versie voor de Ouya uitgebracht.

## Ontvangst
| Game                          | GameRankings                           | Metacritic         |
| ----------------------------- | -------------------------------------- | ------------------ |
| Oddworld: Stranger's Wrath    | (Xbox) 87,04% (pc) 69,00% (iOS) 75,00% | (Xbox) 88 (iOS) 77 |
| Oddworld: Stranger's Wrath HD | (PS3) 82,61% (Vita) 82,86%             | (PS3) 82 (Vita) 83 |

## Trivia
- Het spel is opgenomen in het boek 1001 Video Games You Must Play Before You Die van Tony Mott.